# Kranj
Kranj là một thành phố và khu tự quản của Slovenia. Thành phố này có diện tích 148  km², dân số là 37.129 người (2002). Đây là thành phố lớn thứ 4 quốc gia này. Thành phố có cự ly khoảng 20 km về phía tây bắc của Ljubljana. Là trung tâm của khu vực Carniola Thượng (Tây Bắc Slovenia) và là một thành phố có ngành chủ yếu là công nghiệp sản xuất thiết bị điện tử quan trọng và các ngành công nghiệp cao su.